# Нападающий (футбол)

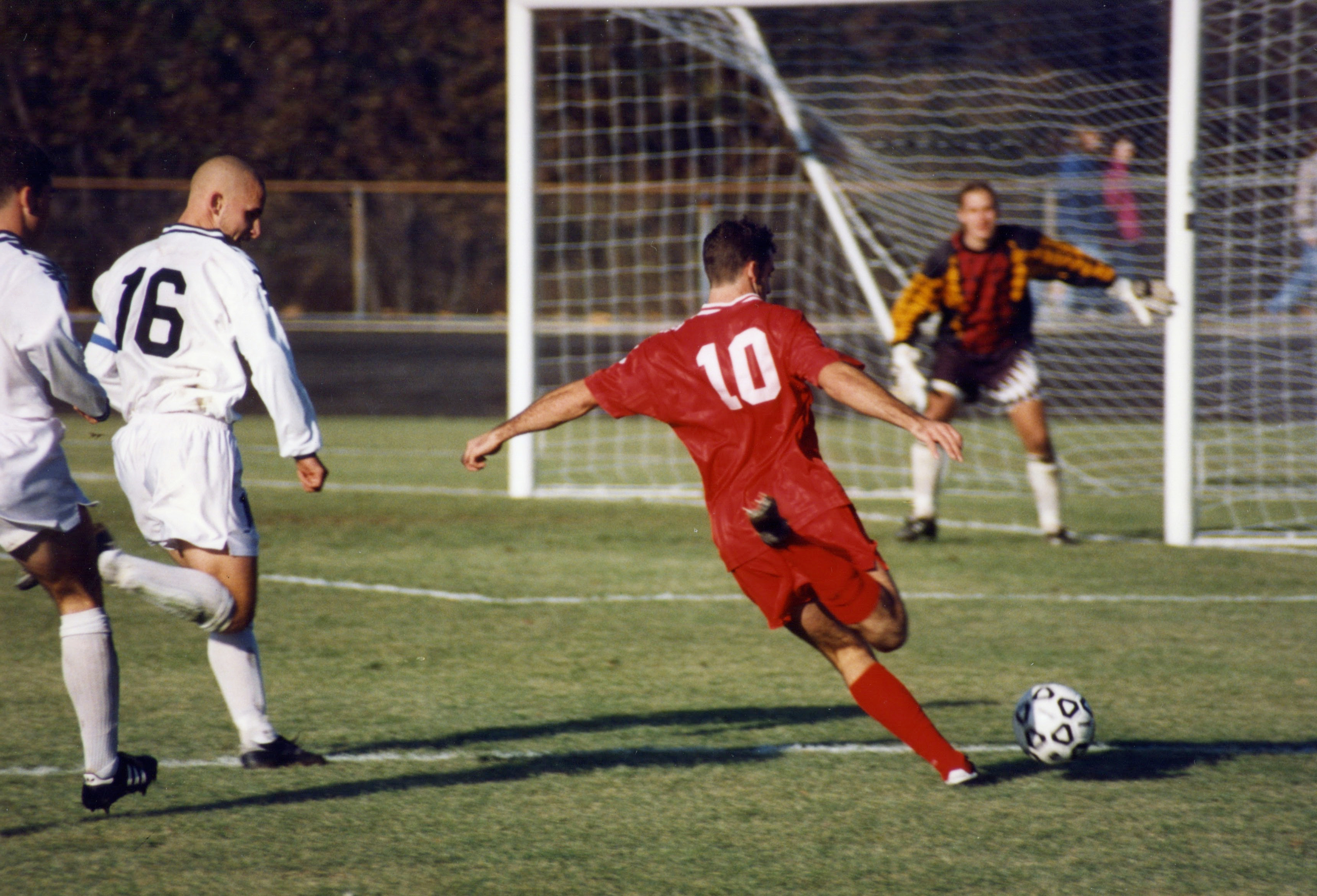
Нападающий (в красной футболке) освободился на правом краю штрафной от двух защитников и бьёт по воротам

Напада́ющий — атакующий игрок, располагающийся ближе всех к воротам соперника. Основной целью нападающих является забивание голов. Такого игрока называют также форвардом (от англ. forward — передний), страйкером (от англ. striker — бьющий) и другими терминами.

## Тактическое описание позиции и роли
В современных тактических схемах используются от одного до трёх нападающих. Обычно на поле играют двое нападающих, причём чаще всего один располагается как можно ближе к воротам, а второй находится как бы за ним и поддерживает его из глубины поля. В задачи первого входит принять мяч, оттянуть на себя нескольких защитников и отдать голевой пас, либо продавить оборону и забить самому. Задача второго — отдавать пас из глубины к воротам, перемещаться в штрафной, отвлекая внимание обороняющихся, искать свободные зоны и принимать мяч там.
Чуть реже один из нападающих смещается на край поля и делает передачу по воздуху в штрафную площадь соперника.
Поскольку обычно атакующие игроки забивают больше голов, они, как правило, являются наиболее известными в команде.

## Варианты позиции

### Центральный нападающий
У центрального нападающего, или центрфорварда (англ. centre-forward), или «чистого нападающего» одна задача — забить мяч в ворота соперника. Большинство находится в штрафной или рядом с ней, постоянно ища возможность принять мяч и ударить по воротам. Таких игроков часто называют «лис у ворот» (англ. Fox in the box), потому что они перемещаются в основном по штрафной соперника. Им необязательно иметь высокую скорость, главное — появиться в нужном месте в нужное время и технично ударить по мячу.
Другой тип центральных нападающих — мощные, физически развитые игроки, умеющие хорошо играть головой и прикрывать мяч (часто именуются «столбами» или «таранами»). Вся команда работает на то, чтобы подавать им мячи, и они либо забивают ударом головы, либо, укрывая мяч, протаскивают его в штрафную и забивают гол.
Некоторые нападающие данной позиции забивают голы исключительно благодаря филигранной технике владения мячом. Получая передачу, они на высокой скорости прорываются в штрафную и обманными движениями освобождаются от защиты, а оставшись наедине с вратарём или пустыми воротами, вколачивают мяч в сетку.
Многие игроки грамотно используют все приёмы для того, чтобы добиться результата. Они могут воспользоваться любой возможностью благодаря своим широким умениям — способности читать игру, применить нестандартный ход — и забить мяч в ворота.
Существует традиция присваивать игрокам данного амплуа девятый номер. Считается, что она пошла от Дикси Дина, забившего в сезоне 1927/1928 60 голов в чемпионате Англии.
Среди нападающих такого типа известны спортсмены как Роналдо, Герд Мюллер, Алан Ширер.

### Крайний нападающий
Крайний нападающий или вингер (англ. winger — фланговый) располагается на фланге атаки. Его задача — стремительный проход с мячом по флангу с последующим пасом. Классический вингер должен обладать хорошими скоростью, выносливостью и контролем мяча, а также непременно — техникой коротких и дальних передач. К классическим вингерам можно отнести Райана Гиггза, Педро Родригеса, Нани и Лукаса Моура. Вариант правоногих левофланговых вингеров или левоногих правофланговых вингеров в настоящее время выделяются в отдельную категорию инсайд-форвардов или полусредних нападающих.
В современных тактических схемах крайние нападающие также выполняют функцию крайних полузащитников, в результате чего отнесение амплуа игрока к крайнему нападающему или крайнему полузащитнику стало во многом условным.

### Полусредний нападающий
Полусредние нападающие или инсайды (англ. inside — внутри) присутствовали в классических схемах «пирамида» и «дубль-вэ», располагаясь между крайним и центральным нападающими. При атаке они располагались по направлению примерно под 45° к воротам, а в схеме «дубль-вэ» при этом — немного позади прочих форвардов и ассистировали им.
В настоящее время инсайды располагаются на поле между центральной зоной и зонами крайних нападающих или вингеров — и действуют с установкой врываться непосредственно в штрафную площадь «из глубины» или «из центра» или ближе в край (часто — в свободную зону), при этом открывая пространство для атаки или подачи крайним игрокам — например, защитникам. Подобное тактическое решение работает, в том числе, если рабочая нога инсайда отличается от фланга, на котором он находится. Примером современных инсайдов являются Арьен Роббен, Неймар, Мохаммед Салах, Эден Азар и Алексис Санчес.

### Оттянутый нападающий
Так называемый «оттянутый нападающий» обычно играет между нападающими и полузащитой, либо же в роли второго форварда («форварда поддержки»).
Впервые с нападающим на такой позиции стала играть сборная Венгрии конца 1940-х — середины 1950-х годов, в которой эту роль исполнял Нандор Хидегкути. Золотая команда, как её называли тогда, была лидером мирового футбола тех лет и стала одной из величайших команд всех времён. Популярность этой позиции принесла сборная Италии: так называемый «треквартиста» (от итал. trequartista — «располагающийся в третьй четверти (поля)») — игрок, который не играет конкретно ни в нападении, ни в полузащите, но при этом старается держать все нити игры. Также такого игрока называют «распасовщик» или «плеймейкер» («создающий игру»), так как, располагаясь в центре атакующего порядка своей команды, он имеет широкий выбор для передачи мяча партнерам и, таким образом, может выбирать, куда направить атаку.
Так повелось, что чаще всего игрок этого амплуа имеет десятый номер, в честь Пеле.
В современных тактических схемах, в частности, в наиболее популярной схеме 4-2-3-1, функцию оттянутого нападающего, как правило, выполняет атакующий полузащитник, в связи с чем их также стали называть «десятый номер».
Независимо от названия, такой игрок может выполнять не только задачи в нападении, но и оборонительные задачи (например, активно участвовать в прессинге). На это место выбирается либо полузащитник с хорошими атакующими способностями, либо нападающий, способный грамотно играть в отборе мяча.
Среди нападающих такого типа известны Пеле, Диего Марадона, Лионель Месси, Ференц Пушкаш, Йохан Кройф, Деннис Бергкамп, Алессандро Дель Пьеро, Роберто Баджо, Криштиану Роналду.

### Ложная девятка
Нападающий, располагающийся на позиции центрфорварда («девятки»), но основной задачей которого является не забивать голы самостоятельно, а во время атаки смещаться в сторону от ворот противника, уводя за собой защитников, чтобы в освободившуюся зону ворвался его партнёр. Подобные игроки часто обладают способностями играть и на других позициях, отличаясь универсализмом. На позиции «ложной девятки» играли Роберто Фирмино, Джесси Лингард и Рахим Стерлинг.